# Philippe Schuth
Pour les articles homonymes, voir Schuth.
Philippe Schuth (Forbach, 15 décembre 1966 - Vandœuvre-lès-Nancy, 20 février 2002) était un footballeur français, originaire de Freyming-Merlebach en Moselle, évoluant au poste de gardien de but.

## Biographie
Fils du gardien de but Johnny Schuth, vainqueur de la Coupe de France de football 1966 dans les rangs du Racing Club de Strasbourg, Philippe intègre ce même club en 1982.
En 1983, il fait partie de l'équipe de France juniors B1 aux côtés d'Alain Roche et Christophe Galtier.
Il fait ses débuts professionnels le 8 mars 1985.
Prêté au SCO Angers après la descente de Strasbourg en Division 2, Philippe Schuth ne joue que quatre matchs en 1987-1988 par la faute de blessures. Après un passage réussi à Dunkerque, il est recruté par le FC Metz qui évolue en Division 1, mais occupe la place de deuxième gardien, avant de se retrouver sans club en 1992-1993. Engagé par Lorient, qui évolue alors en National, il participe à la remontée du club jusqu'en Division 1.
Recruté en tant que deuxième gardien par le Toulouse Football Club, où il ne dispute aucun match, il préfère s'engager avec le FC Gueugnon, à nouveau en Division 2. Philippe Schuth est une nouvelle fois blessé, ce qui l'empêche de participer à l'épopée du club en Coupe de la Ligue. Il regagne malgré tout sa place dans les buts en fin de saison.
En 2001, il signe à Nancy en tant que gardien titulaire de l'ASNL mais est victime d'un accident de la route au volant de sa Corvette, sur l'A31, à hauteur de Custines, en revenant de la forêt de Haye où il venait de s'entraîner pour aller à Merlebach rendre visite à ses parents. Philippe Schuth décède le 20 février 2002 à l'âge de 35 ans.
Un hommage lui est rendu le 25 février 2002, avant la rencontre Beauvais-Nancy (0-1).
La nouvelle tribune sud du stade Marcel Picot de Nancy, inaugurée la même année, porte son nom.
Il est inhumé au Cimetière de Merlebach.

## Carrière
- 1982-1983 : SS L'Hôpital
- 1983-1987 : RC Strasbourg
- 1987-1988 : SCO Angers
- 1988-1990 : USL Dunkerque
- 1990-1992 : FC Metz
- 1992-1993 : sans club
- 1993-1998 : FC Lorient
- 1998-1999 : Toulouse FC
- 1999-2001 : FC Gueugnon
- 2001-2002 : AS Nancy-Lorraine[5]

## Palmarès
- Vainqueur du tournoi de Toulon en 1987 avec l'équipe de France Espoirs
- Champion de National 1 en 1995 avec le FC Lorient
- Vice-champion de Division 2 en 1998 avec le FC Lorient
- Vainqueur de la Coupe de la Ligue en 2000 avec le FC Gueugnon